# العربي زكال
العربي زكال (19 مايو 1934 - 17 سبتمبر 2010) ممثل سينمائي وكوميدي جزائري.

## مسيرته
ولد العربي زكال في 19 مايو 1934 في الجزائر العاصمة. وهو شقيق المُجاهدة فاطمة زكال (1928 - 1990).
انخرط في الحياة الفنية وعاصر كبار الفن الرابع الجزائري مثل محيي الدين بشطارزي، الحاج عمر ومحمد بودية، وواصل نضاله في الحقل المسرحي عبر انخراطه في فرقة المسرح الوطني الجزائري مباشرة بعد الاستقلال، ومثّل في عدة أعمال مسرحية منها: «إفريقيا قبل سنة»، «القاعدة والاستثناء»، «السلطان الحائر»، «المرأة المتمردة»، «دم الأحرار»، «البوابون» لرويشد، «دائرة الطباشير القوقازية»، «عنبسة»، «وردة حمراء من أجلي»، كما أخرج «شمس النهار»، وكانت له لمسة خاصة كمساعد مخرج في مسرحية «هي قالت وأنا قلت» (1974).
قدّم زكال عدة أدوار في أعمال لقيت نجاحا سواء من طرف النقاد أو الجمهور، ومن أبرز أدواره دور مقاتل في جبهة التحرير الوطني في فيلم معركة الجزائر. كما لعب دورًا في فيلم العصا الحمراء (Bâton Rouge) الذي أخرجه رشيد بوشارب سنة 1985. كان آخر دور له في فيلم خارجون عن القانون سنة 2010.
شارك زكال أيضا في التلفزيون، من خلال مسلسلات وأفلام عديدة، أبرزها: الوصية، وشفيقة بعد اللقاء، وموعد مع القدر.

## أعماله

### سينما
- 1966: معركة الجزائر
- 1967: حسان طيرو
- 1969: الأفيون والعصا
- 1972: الغولة
- 1975: وقائع سنين الجمر
- 1985: العصا الحمراء
- 1991: من هوليود إلى تمنراست
- 1993: شرف القبيلة
- 2004: فاطمة، جزائرية داكار
- 2010: خارجون عن القانون
- 2010: شارع النخيل الجريح

### تلفزيون
- 2002: شفيقة بعد اللقاء
- 2002: شوارع الجزائر
- 2007: موعد مع القدر

## وفاته
توفي في 17 سبتمبر 2010 في الجزائر العاصمة، عن عمر يناهز 76 عامًا بعد سقوطه من شرفة منزله، ودُفن في مقبرة سيدي أمحمد بوقبرين. 

## روابط خارجية
- العربي زكال على موقع IMDb (الإنجليزية)
- العربي زكال على موقع ألو سيني (الفرنسية)
- العربي زكال على موقع قاعدة بيانات الفيلم (الإنجليزية)
- العربي زكال على موقع كينوبويسك (الروسية)